# Манастир Соколица
Манастир Соколица се налази у атару села Бољетин, на територији општине Звечан, на Косову и Метохији. Припада Епархији рашко-призренској Српске православне цркве. Као целина представља непокретно културно добро као споменик културе од изузетног значаја.

## Прошлост
Првобитно је подигнута од неког властелина из околине града Звечана, у 14. или 15. веку, као црква посвећена Богородичином Покрову. Позната и под називом Соколица, по називу брда у чијем се подножју налази. Ранг манастира је вероватно стекла захваљујући скулптури Богородице са Христом која је ту пренета са западног портала манастира Бањске да би се сачувала од Турака. Култ Соколичке Богородице имао је до скора велик углед у народу, без обзира на конфесију.
Године 1899. Митрополит је поставио за настојатеља манастира оца Доситеја Ђуровића, који је до тада био у месту Св. Тројица код Призрена. Претходно су ту управљала тројица побожних сељака из места.
Албанци су 1912. опљачкали манастир Соколицу и полупали део ствари у цркви. Током Другог светског рата Манастир Соколицу су опљачкали Албанци.

## Манастирска црква
Манастирска црква је грађевина малих димензија, са касније додатом пространа припратом, а између два рата изграђен је звоник. Зидана је од вешто обрађеног камена, са плитком апсидом, засведена полуобличасто. На фасадама, нарочито северној, урезани су примитивни цртежи људи и животиња као и стари записи. Тешко оштећени живопис из периода турске власти сачувао је неколико представа: Христа Пантократора у своду, Успење Богородице на западном зиду, Поклоњење архијереја у апсиди.
На јужном зиду видљиви су фрагменти фигура одевених у одећу лаика, за које се сматра да би могли представљати ктиторе. У цркви се чувају три старе и вредне књиге: Руски Псалтир из 17. века, „Завомаје огледало” на бугарском језику из 1816, и Молитвеник из 1838.
Санација и конзервација архитектуре изведена је 1995/96. Нови конак саграђен је осамдесетих година двадесетог века.
Игуманија манастира од 1991. до 2022. године била је Макарија Обрадовић.

## Галерија
- Манастирски комплекс
- Манастирски комплекс